# Sascha Studer
Sascha Studer (* 3. September 1991) ist ein Schweizer Fussballtorhüter.

## Karriere
Studer bestritt in der Saison 2006/07 am 1. April 2007 im Spiel gegen den FC Sion im Alter von 15 Jahren, 6 Monaten und 29 Tagen sein erstes Axpo-Super-League-Spiel für den FC Aarau. Von da an hatte er allerdings kaum noch Einsätze in der Profimannschaft und spielte von 2007 bis 2009 fast ausschliesslich im Team Aargau U-21 in der 2. Liga regional und interregional. Er ist bis heute der jüngste Torhüter der obersten Liga. In der Saison 2008/09 wurde er für ein Spiel an Concordia Basel verliehen, wechselte aber umgehend wieder zurück zum FC Aarau.
Seit dem Abstieg des FC Aarau im Sommer 2010 und dem Wechsel des Stammtorhüters Ivan Benito zu Grasshopper Club Zürich übernahm Studer ab Beginn die Rolle des Torhüters beim FC Aarau, wurde aber 2011 von Joël Mall verdrängt. So verlieh man ihn bis zum Ende der Saison an den FC Winterthur. Dann wurde er vom FC Winterthur fest verpflichtet, bei dem er sich jedoch auch nicht durchsetzen konnte. Im Januar 2013 wurde Studer bis zum Ende der Saison 2012/13 an den deutschen Drittligisten SV Babelsberg 03 ausgeliehen.
In der Saison 2014/15 spielte er für den englischen Viertligisten Mansfield Town. Dort war Studer zunächst Stammtorhüter, verlor jedoch seinen Stammplatz im Laufe der Saison. Danach beendete er 2015 zunächst seine Karriere und begann eine Ausbildung zum Finanzberater.
2017 kehrte er zurück und spielte in der 1. Liga in Langenthal sowie unterklassig bei Muri II und Härkingen.